# Ahir, avui i demà
Ahir, avui i demà (títol original en italià: Ieri, oggi, domani) és una pel·lícula italiana dirigida per Vittorio de Sica, estrenada el 1963 i doblada al català.

## Argument
Pel·lícula en 3 parts: Adelina, Anna i Mara.
La primera història explica com una venedora de cigarretes aconsegueix esquivar una multa durant anys valent-se d'un subterfugi legal: les lleis italianes no permeten tancar a la presó per un delicte menor a una dona embarassada o en període post-part. Així que cada any Adelina porta un nou fill al món, fins que el seu marit queda esgotat i no pot complir, generant un divertit conflicte a la parella.
El segon episodi relata el conflicte d'una rica dona i la seva passió per un interessant periodista de classe mitjana. Al final, la diferència de classes i la frivolitat de la dama s'imposen amb un ruptura còmica, com si De Sica s'hagués penedit del to amb el qual va començar aquesta història en particular.
L'últim relat ens porta un personatge més estereotipat, la típica prostituta de “bon cor” que realitza la seva bona acció del dia en ajudar a la seva moralista veïna a que el seu net segueixi en el seminari.

## Repartiment
- Sophia Loren: Adelina Sbaratti / Anna Molteni / Mara
- Marcello Mastroianni: Carmine Sbaratti / Renzo / Augusto Rusconi
- Aldo Giuffrè: Pasquale Nardella (la part d'"Adelina")
- Agostino Salvietti: Dr. Verace (la part d'"Adelina")
- Lino Mattera: Amedeo Scapece (la part d'"Adelina")
- Silvia Monelli: Elivira Nardella (la part d'"Adelina")
- Armando Trovajoli: Giorgio Ferrario (la part d'"Anna")
- Tina Pica: Àvia Ferrario (la part de "Mara")
- Gianni Ridolfi: Umberto (la part de "Mara")

## Premis
- Oscar a la millor pel·lícula de parla no anglesa.
- BAFTA al millor actor per Marcello Mastroianni